# Kasteel Keukenhof
Kasteel Keukenhof in de Zuid-Hollandse plaats Lisse is in 1642 oorspronkelijk gebouwd als classicistisch landhuis door Adriaen Maertensz. Block, een voormalig commandeur van de VOC in de Molukken. Het is niet duidelijk of hij het ook bewoonde. Latere eigenaren waren onder meer de anatoom prof. Willem Röell en de kunstkenner Johan Steengracht van Oostcapelle, die het kasteel in 1809 van de ondergang redde.

## Eigenaren
Cecilia Maria was de enige dochter van Steengracht van Oostcapelle en getrouwd met Carel Anna Adriaan van Pallandt, een baron van het oud-adellijk geslacht Van Pallandt. Zij erfde de Keukenhof, dat toen werd verhuurd aan Mr. Hugo Gevers, en het vererfde op de familie Van Lynden na een huwelijk in 1861 met Cornelia Johanna, baronesse van Pallandt (1840-1923). Het kasteel is van 1861-1863, in opdracht van de familie Van Pallandt, naar ontwerp van architect Elie Saraber, in neogotische stijl uitgebreid en voorzien van hoektorens.
De laatste eigenaar, Jan Carel Elias graaf van Lynden (1912-2003), kleinzoon van barones Cornelia Johanna van Pallandt, liet het kasteel inclusief het 230 grote hectare landgoed bestaande uit grond, bossen en landerijen, na zijn dood na aan de Stichting Kasteel Keukenhof. Deze stichting heeft zich de taak gegeven om het kasteel en alle andere 18 rijksmonumenten op het landgoed terug te brengen in de goede staat, waarin zij ongeveer begin 1900 verkeerden.

## Naam
De naam Keukenhof is afgeleid van Keukenduin, dat behoorde tot Slot Teylingen. Het Keukenduin ontleent zijn naam aan het feit dat de opbrengsten van het duingebied zoals wild, vee en allerlei kruiden en bessen bestemd waren voor de huishouding oftewel de keuken van het Slot Teylingen, waar onder andere Jacoba van Beieren heeft gewoond.
De gelijknamige bloemententoonstelling Keukenhof wordt op een gedeelte van het landgoed gehouden.

## Collectie
Het kasteel bezit een belangrijke collectie meubels en portretten, onder meer van Nicolaes Maes. Het Chinese en Japanse porselein staat op een 17e-eeuwse manier opgesteld in een uniek en speciaal gebouwd kabinet, met een uitbundige schouw in de stijl van Daniël Marot. De wanden van het kamertje zijn bekleed met goudleer.

## Restauratie
Kasteel Keukenhof is eind 2012 heropend na een restauratie van bijna twee jaar. Het is op gestelde tijden te bezichtigen door middel van rondleidingen. Het is een officiële trouwlocatie van de gemeente Lisse en in gebruik voor (culturele) evenementen. De verschillende salons zijn beschikbaar voor onder andere vergaderingen, diners en recepties. Ook het koetshuis uit 1857 is gerestaureerd en wordt verhuurd voor diverse gelegenheden. Tijdens de restauratie zijn veel stijlelementen bewaard gebleven zoals onder andere de originele Engelse paardenstallen.
De tuinen van het kasteel zijn heringericht met wandelroutes, aangelegde tuinen en weer opengesteld voor publiek. In de tuinen vinden kunsttentoonstellingen plaats en publieksevenementen. In 2012 werd de eerste beeldententoonstelling geopend, in samenwerking met het Cobra Museum, onder de naam Cobra Buiten, waarbij sculpturen van Karel Appel werden tentoongesteld.

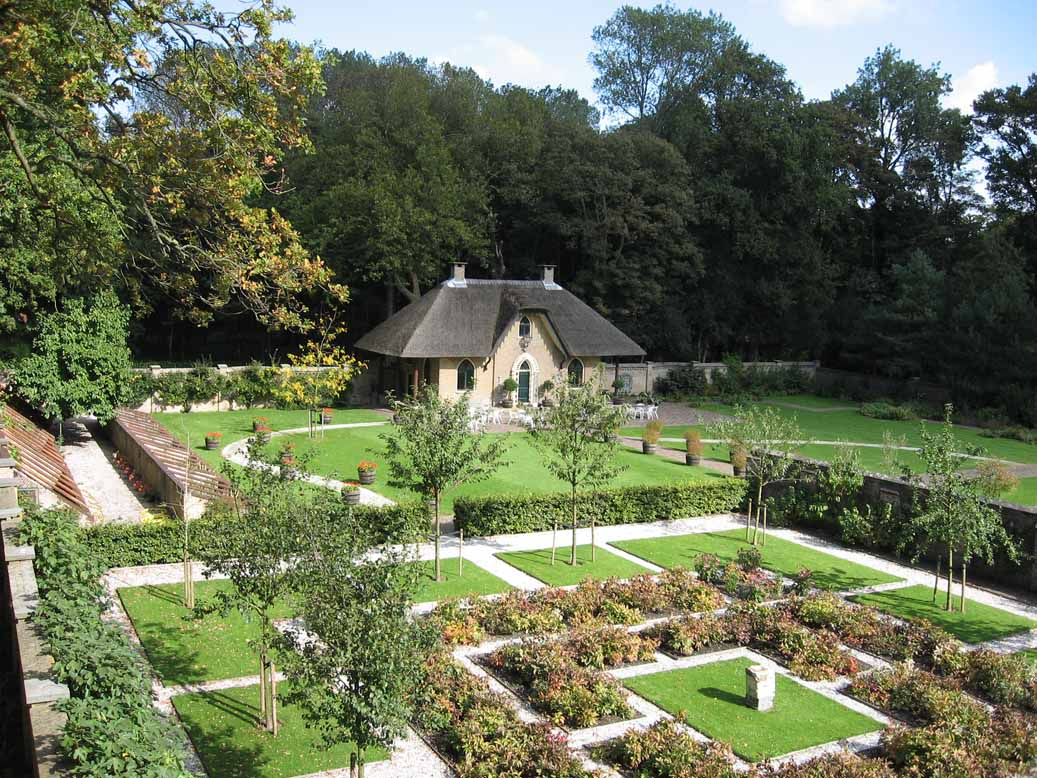
Frederiks Hof

## Frederiks Hof
Schuin tegenover het kasteel ligt de ommuurde tuin Frederiks Hof, met daarin het Zwitsers speelhuis. De naam Frederiks Hof komt van een jongetje van een van de adellijke families, die op het kasteel hebben gewoond. De weinige documenten die er over hem te vinden zijn vertellen het verhaal van een hoogbegaafde jongen die een psychische stoornis had. In 1850 werd de eerste steen gelegd voor een speelhuis waarin Frederik zich met een gouvernante kon terugtrekken als de drukte hem te veel werd. Hij verbleef in zijn jeugd in alle rust tussen de bloemen en planten in de tuin. Op schilderijen in het kasteel is hij samen met zijn moeder te zien; een dromerig kijkend jongetje. Nadat hij zijn studie rechten had afgerond zou het zijn woonhuis worden waar hij in alle rust kon verblijven, lijdend aan schizofrenie. Het Frederiks Hof is volledig gerestaureerd en wordt gebruikt voor diverse activiteiten.
In het kasteel en op het landgoed zijn geregeld film- en tv-opnames gemaakt zoals voor de televisieseries Juliana, Bernhard, schavuit van Oranje, Voetbalvrouwen en Baantjer.
Jaarlijks vinden er allerlei publieksevenementen plaats op het landgoed, zoals de kerstfair 'Kerst op Keukenhof', de streekmarkten, de pioenshow en Castlefest.

## Galerij
Interieur

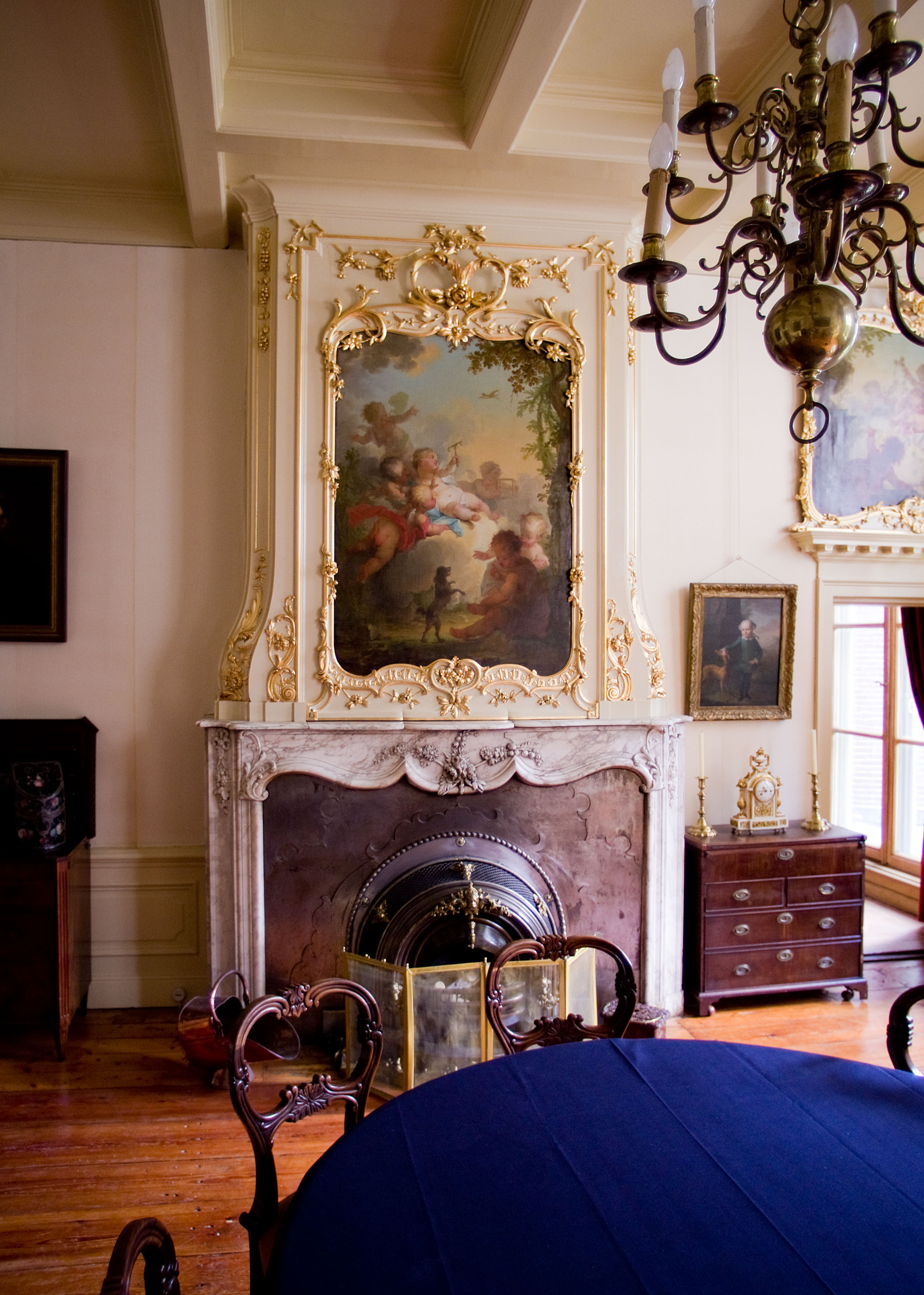
Haardmantel in een van de vertrekken
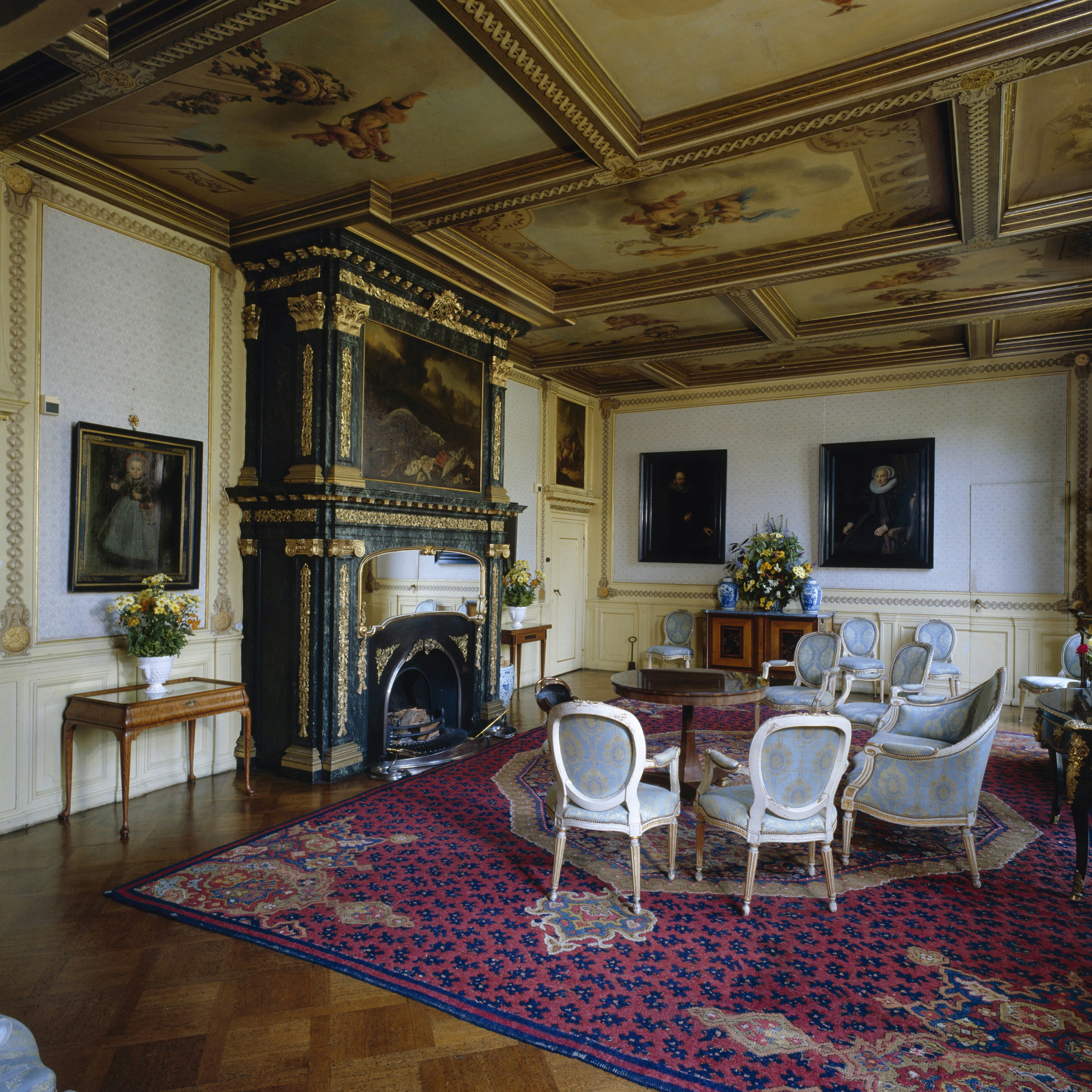
De Zaal
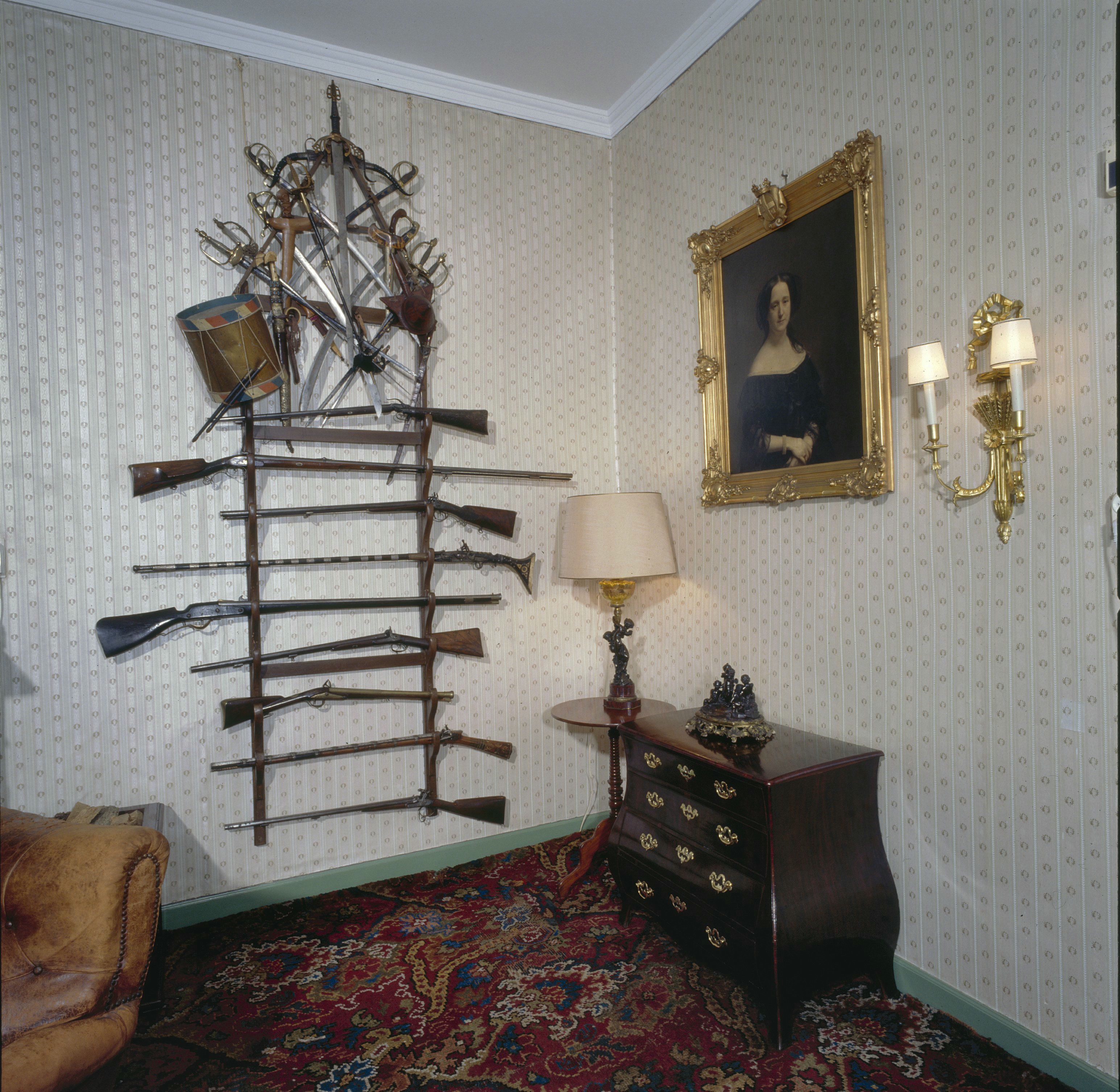
Houten wapenrek in een van de vertrekken
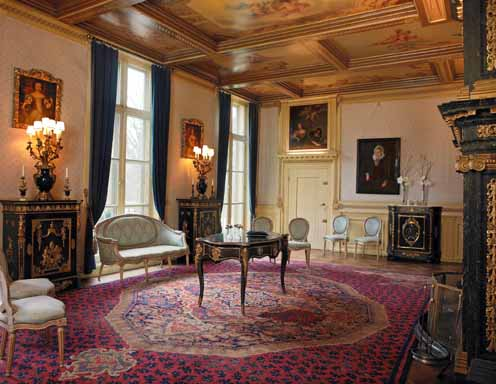
Blauwe Salon
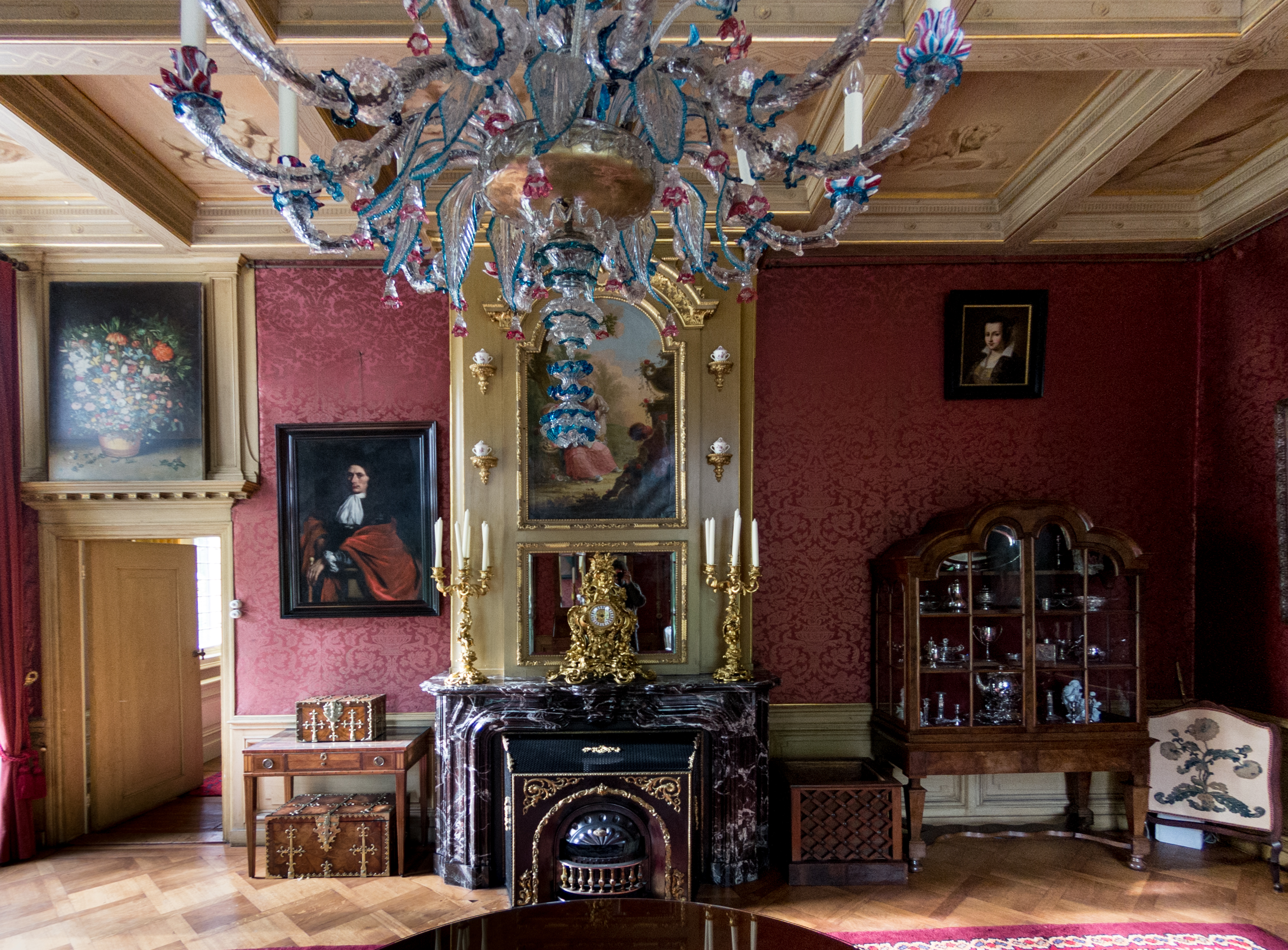
Rode Kamer

Exterieur

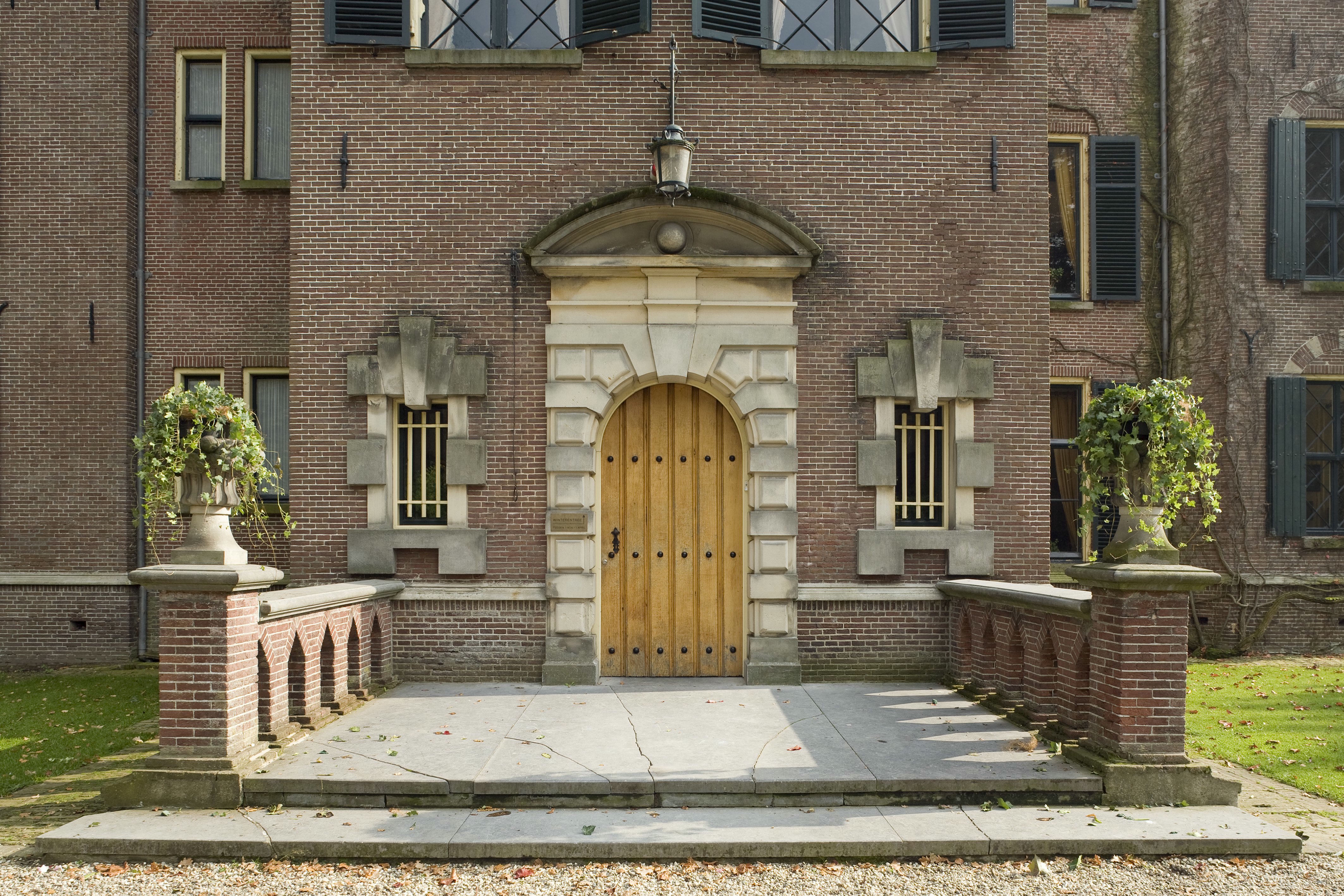
Ingangspartij
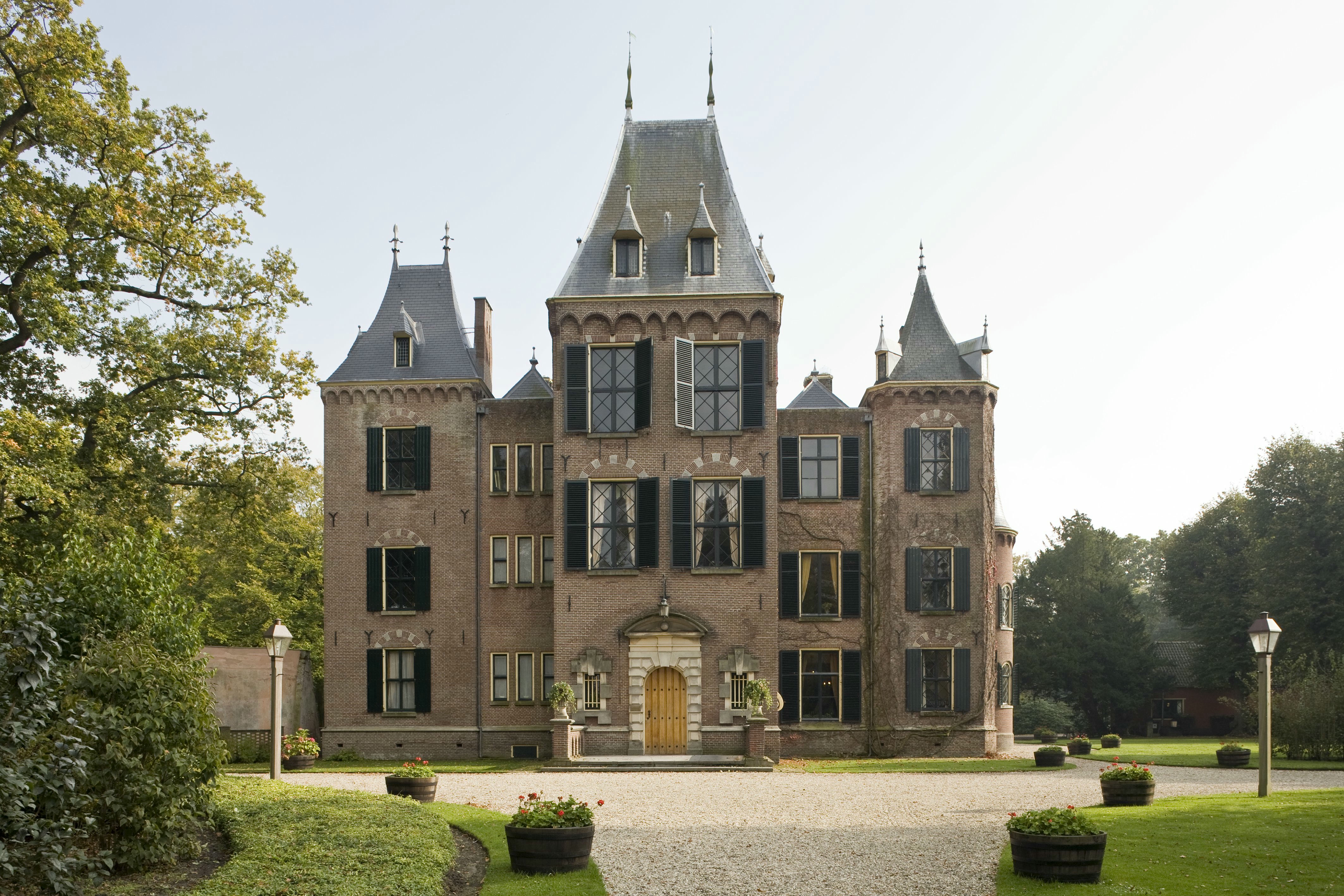
Voorgevel
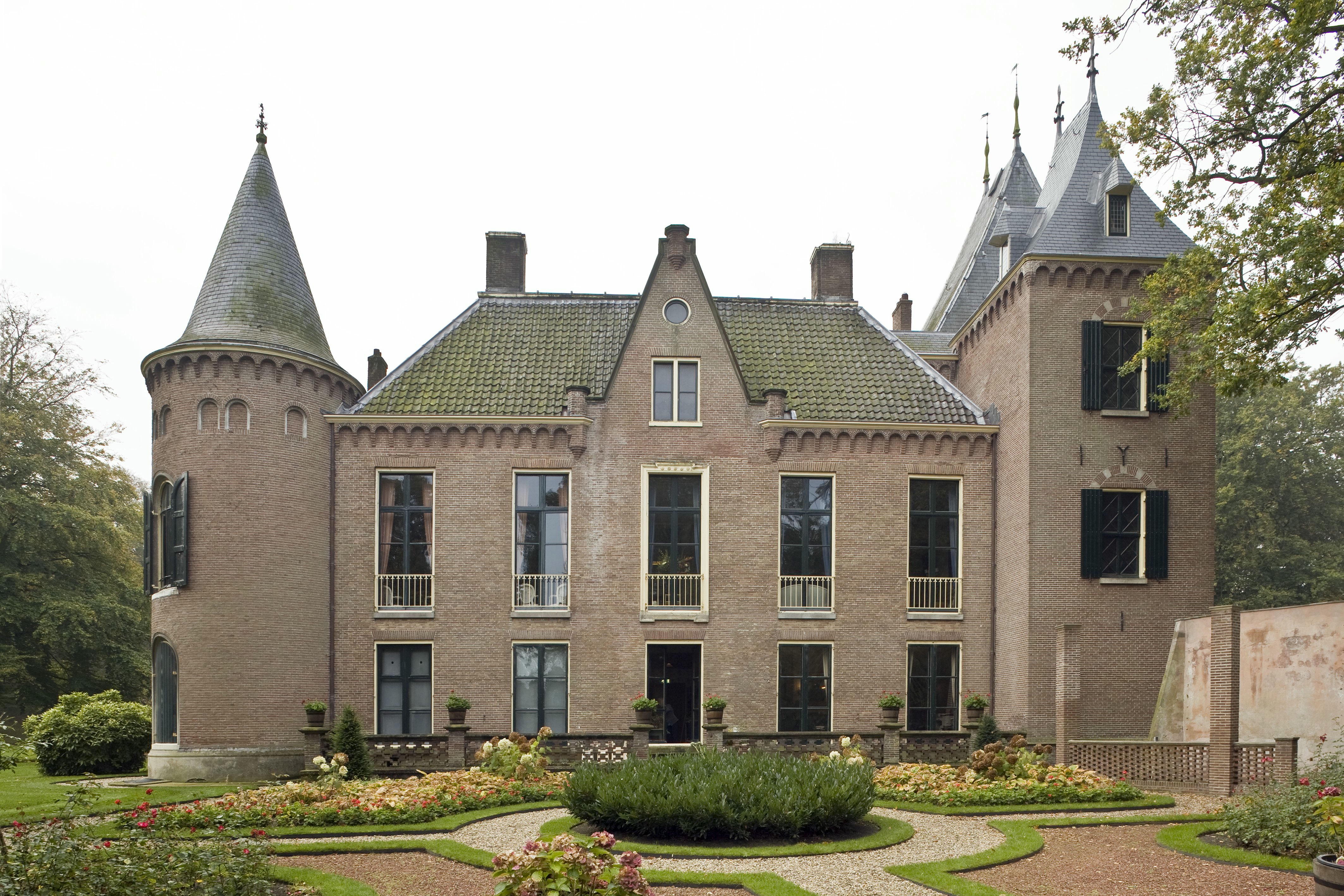
Linker zijgevel
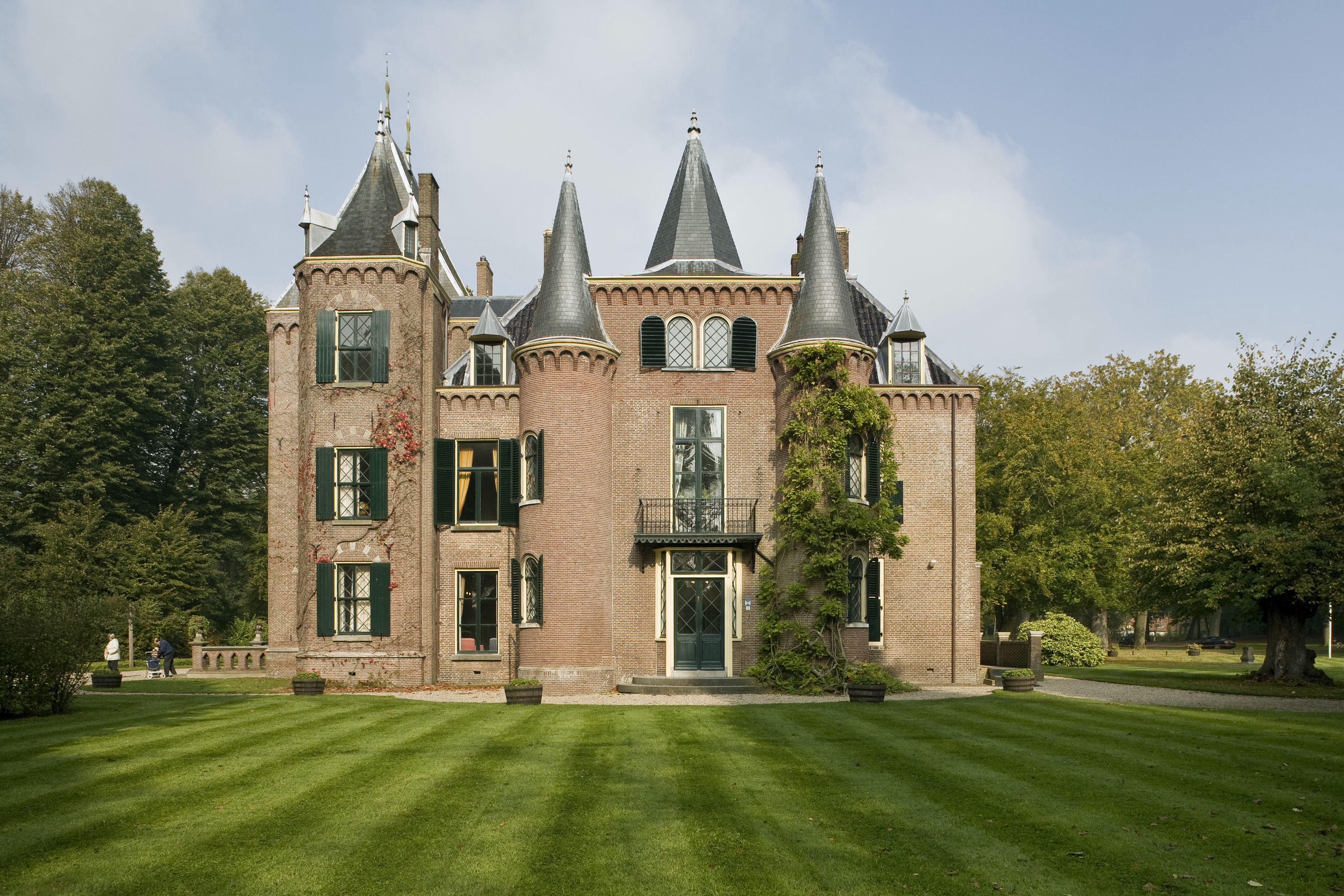
Rechter zijgevel
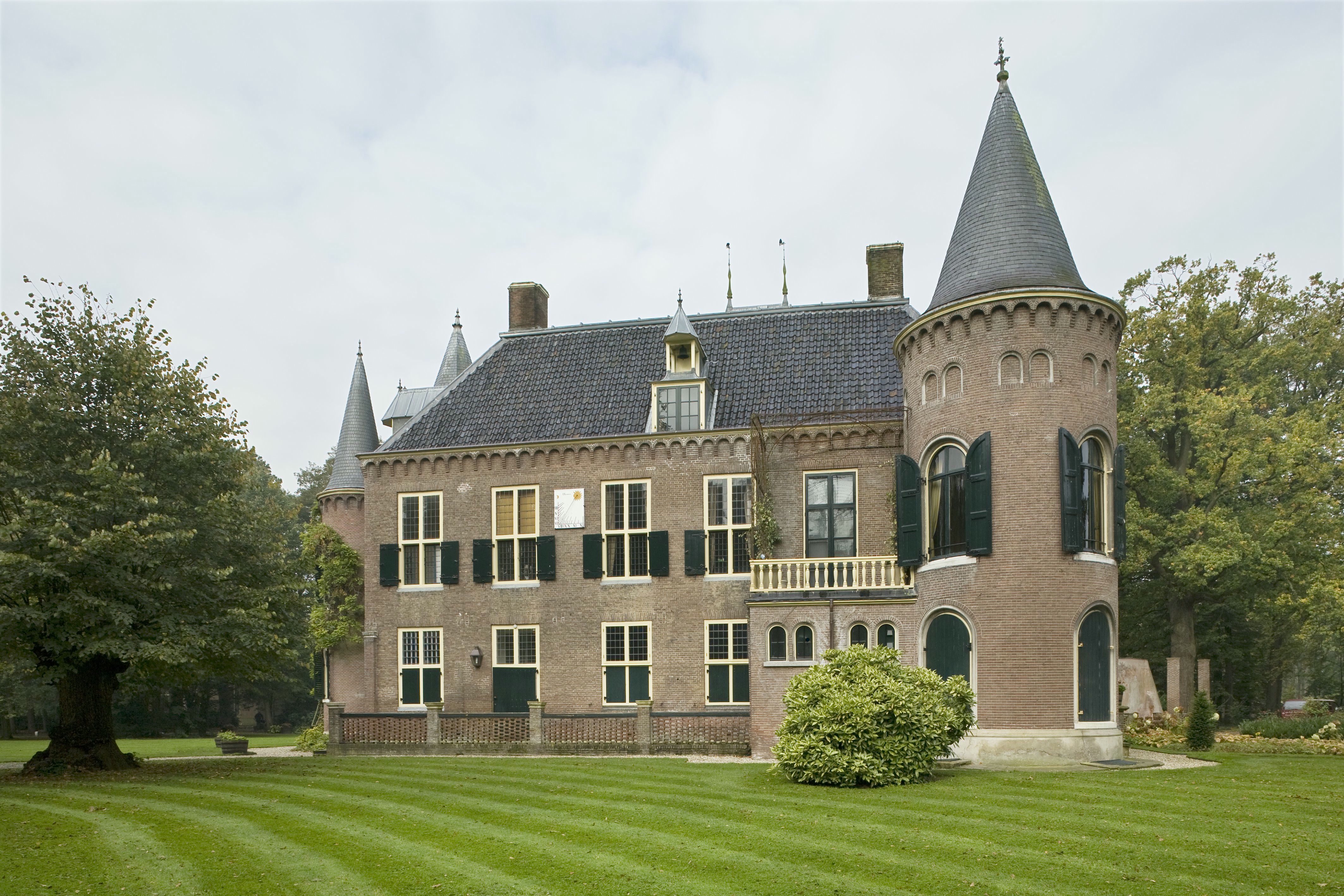
Achtergevel

## In populaire cultuur
- Het televisieprogramma Wie is de Mol? speelde zich op sommige momenten in het kasteel af. Van 1999 tot 2014 vond hier ook de finale van dit programma plaats, waarbij de Mol werd ontmaskerd.
- In de film Ellis in Glamourland dient het kasteel als huis van Meindert Jan, gespeeld door Kees Hulst.